# Eurythyrea oxiana
Eurythyrea oxiana es una especie de escarabajo del género Eurythyrea, familia Buprestidae. Fue descrita científicamente por Semenov en 1895.